# Сущеня, Григорий Павлович
Григорий Павлович Сущеня (1918 год, деревня Редковичи — 1989 год) — бригадир тракторной бригады Любаньской МТС Бобруйской области, Белорусская ССР. Герой Социалистического Труда (1951).

## Биография
Родился в 1918 году в крестьянской семье в деревне Редковичи. С 30-х годов трудился трактористом на Любаньской МТС. Участвовал в Великой Отечественной войне в составе партизанского отряда имени Трутикова. После войны продолжил работать трактористом. Возглавлял бригаду трактористов.
В 1950 году бригада Григория Сущени собрала с каждого гектара в среднем по 52 центнера ржи, по 60 центнеров кок-сагыза и по 200 центнеров корнеплодов. Указом Президиума Верховного Совета СССР от 3 июля 1951 года удостоен звания Героя Социалистического Труда с вручением ордена Ленина и золотой медали «Серп и Молот».
Скончался в 1989 году.